# Webster, Massachusetts
Webster är en ort i Worcester County i delstaten Massachusetts, USA.